# Малицкий, Павел Иванович
Павел Иванович Малицкий (21 декабря 1851, Дворянщина, Тамбовская губерния — 3 октября 1919, Тула) — российский историк Церкви, богослов, краевед, публицист, педагог; автор трудов «Приходы и церкви Тульской епархии», «Руководство по истории русской церкви».

## Биография
Родился в семье священника. Начальное образование получил в церковно-приходской школе, затем в 1862 году поступил во 2-е Тамбовское духовное училище, в 1874 году закончил Тамбовскую духовную семинарию. С 1874 по 1878 год Павел Малицкий продолжил своё обучение в Киевской духовной академии, из стен которой вышел кандидатом богословия.
После Киевской академии работал несколько месяцев в Гродненской губернии инспектором народных училищ. В том же 1878 году навсегда переехал в Тулу и устроился на работу в Тульскую духовную семинарию на должность преподавателя. В течение 40 лет работы в семинарии Павел Иванович в разные годы занимал должности помощника инспектора и члена Правления семинарии, являлся членом Тульского епархиального училищного совета. Он также был членом Тульского историко-археологического товарищества, Тульского статистического комитета, комитета по организации празднования 100-летия Тульской епархии. По случаю 25-летнего юбилея педагогической деятельности П. И. Малицкого преподавателями Тульской духовной семинарии ему была подарена икона конца XIX века в серебряном окладе «Господь Вседержитель», а его ученик Владимир Троицкий — будущий архиепископ Иларион Верейский так сказал о своём преподавателе: «Павел Иванович! Мы видели и видим, что преподавание для вас есть великое дело души и сердца. За то говорит уже то, что вы не ограничиваетесь руководством нас в изучении церковной истории; нет, вы настойчиво вводите прекрасные истины христианства в наше существо, вводите для того, чтобы мы могли руководствоваться ими и теперь, и в ожидающей нас жизни …».
Кроме основной преподавательской и общественной деятельности, Малицкий занимался научной и публицистической работой на исторические, краеведческие, богословские темы, увлекался садоводством — прививал и скрещивал разные сорта плодовых деревьев. Известность П. И. Малицкий получил после написания им «Руководства по истории Русской Церкви», которое было рекомендовано учебным комитетом при Святейшем синоде и Министерством народного просвещения как учебное пособие для семинарий. За этот труд Павел Иванович получил премию имени митрополита Макария. Книга «Приходы и церкви Тульской епархии: извлечение из церковно-приходских летописей» стала одним из основных краеведческих вкладов П. И. Малицкого, где он являлся ответственным составителем, редактором и издателем этого коллективного труда.
В 1917 году П. И. Малицкий исполнял обязанности редактора журнала «Тульские епархиальные ведомости». В первом номере журнала за 1918 год в передовице он написал «Жизнь русского народа пошла не христианским путём. Русский народ, считавшийся народом-богоносцем, в погоне за житейскими благами как будто забыл Бога и Христа». В 1918 году духовная семинария была закрыта. Умер Павел Иванович в 1919 году от побоев (был избит в семинарском дворе); похоронен на Всехсвятском кладбище в Туле.
Был женат на Дубровской Елизавете Андреевне (1876—1945). В браке родилось пятеро детей, из которых двое сыновей умерли во младенчестве.

## Память
В 2004 году по решению Тульской городской Думы была установлена памятная доска на жилом доме № 42 по улице Макса Смирнова (бывшая Фоминская), в котором до революции проживала семья Малицких. Но вскоре владельцами дома памятная доска была снята и выброшена. Подобранную доску передали в семинарию сотрудники Историко-архитектурного и ландшафтного музея «Тульский некрополь». В 2015 году группа прихожан привела в порядок семейное захоронение Малицких. Но этого оказалось недостаточно для сохранения памятного места. И тогда на частные пожертвования было сделано капитальное благоустройство захоронения Малицких и возведено надгробие с именами погребённых — самого Павла Ивановича, жены, его тёщи и двух, умерших в младенчестве, сыновей.

## Некоторые труды
- Пашковцы и их богословские тенденции. Тула, 1881.
- Приходы и церкви Тульской епархии. Тула, 1895.
- Руководство по истории русской церкви. Санкт-Петербург, 1898.
- Саровская пустынь и великий подвижник её, преподобный старец Серафим. Тула, 1903.
- Тула: Исторический очерк города. Тула, 1903.
- История христианской церкви. Тула, 1912.[3].